# Albert Bertelsen
Albert Bertelsen (Vejle, 17 november 1921 – Vejle, 10 december 2019) was een Deense kunstschilder.

## Loopbaan
Bertelsen werkte 25 jaar bij de Vejle Skiltefabrik, maar begon na verloop van tijd te schilderen. Zijn vrouw bracht hem ertoe een loopbaan als kunstschilder te kiezen. Bertelsens doeken zijn vaak in groene kleuren geschilderd en vertonen landschappen en naïvistische figuren. De Faeröer en Noorwegen waren zijn lievelingsonderwerpen. De uitgebeelde figuren zijn personen uit zijn eigen kinderjaren. Bertelsen illustreerde ook verscheidene boeken, waaronder de sprookjes van Hans Christian Andersen.
Bertelsen vond zijn inspiratie bij de Deense kunstenaar Henry Heerup, die lid was van Cobra. Hij stond bekend als oudste nog actieve kunstenaar in Denemarken en overleed in 2019 op 98-jarige leeftijd.